# 유라시아 관세동맹

유라시아 관세동맹의 가입국.

유라시아 관세동맹(러시아어: Таможенный союз ЕАЭС, 영어: Eurasian Customs Union, EACU)는 2010년 수립된 유라시아 경제 연합(EAEU) 회원국으로 구성된 관세 동맹이다. 2015년 유라시아 경제 연합 수립 전에는 유라시아 경제 공동체 중 3개국(러시아, 벨라루스, 카자흐스탄)의 관세 동맹이었다.
관세 동맹은 2000년 수립된 유라시아 경제 공동체의 주요 목표 중 하나로, 이를 유라시아 관세동맹이 이어받았다. 관세 동맹 내에서 이동하는 상품들은 관세가 부과되지 않으며, 자유무역지대와는 달리 관세동맹 회원국은 동맹 외부에서 들어오는 상품에 대해서는 공통관세를 부과한다.
2015년 1월 2일 아르메니아가 가입하였으며, 8월 6일에는 키르기스스탄이 관세 동맹에 가입하였다. 2010년 처음 수립된 관세 동맹 조약은 2014년 유라시아 경제 연합 설립 협정에 따라 그 효력이 만료되었으며, 현재 관세 동맹은 유라시아 경제 공동체가 완전히 편입시킨 형태이다.
각 회원국은 경제 통합을 지속하여 2011년 이후 동맹 내 모든 상호 관세 국경을 해제하였다. 2011년 11월 19일 관세 동맹 회원국들은 2015년까지 유라시아 경제 연합을 수립할 계획을 세웠으며, 보다 긴밀한 경제 관계 육성을 위한 공동위원회를 구성하기로 결의하였다. 2012년 1월 1일에는 러시아, 벨라루스, 카자흐스탄 3개국이 경제권 통합 촉진을 위한 단일경제구역을 세우기로 합의하고 실제 수립하였다. 그 후 유라시아 관세동맹과 유라시아 경제 공동체의 규제기관이라 할 수 있는 유라시아 경제 위원회가 2012년 2월 2일부로 발족되었다.

## 관세 동맹 내 관세
수출품에 대해서는 상품 수출시 부가가치세 비율 0%가 보장되며, 수출 증명서 등을 통해 충분한 증빙 서류가 첨부될 경우 소비세를 면제하거나 환급한다. 수입품에 대해서는 벨라루스나 카자흐스탄 영토에서 러시아로 수입되는 품목은 부가가치세와 소비세를 러시아 세무국에서 부과한다. 이는 러시아 연방법에 따라 고용 및 서비스 부문은 관세를 포함한 모든 종류의 세금 및 그의 면제는 러시아 법이 우선하기 때문이다. 관세로 나온 총 관세 수입의 87.95%가 러시아에서, 4.7%가 벨라루스에서, 나머지가 카자흐스탄에서 나온다.

## 가입국
- 러시아
- 벨라루스
- 카자흐스탄
- 아르메니아 - 2014년 10월 10일 비준, 2015년 1월 2일 가입 확정.
- 키르기스스탄 - 2015년 3월 8일 비준, 2015년 8월 6일 가입 확정.

그 외 2013년 시리아가 관세 동맹에 가입할 의사를 표명하였으며, 2015년 1월 3일에는 튀니지가 가입 의사를 밝혔다.

## 세계무역기구(WTO)와의 관계
2011년 10월부로 유라시아 관세동맹의 모든 규범이 세계무역기구(WTO)의 규정과 부합하도록 조정되었다. 또한 회원국 중 하나가 WTO에 가입하러 시도할 경우 WTO 수칙이 관세동맹 18조에 설명된 관세 기준보다 더 우선해서 적용한다고 수칙을 변경하였다. 2012년 8월 22일 러시아가 WTO 정식 회원국이 되었다. 이에 따라 관세동맹의 통행관세율은 WTO 기준에 따라 전부 변경되었으며, 이를 적용받지 않는 90%의 수입관세는 그대로 유지하고 있다.

## 같이 보기
- 유라시아 경제 연합
- 유라시아 경제 공동체